# Schriftsippe

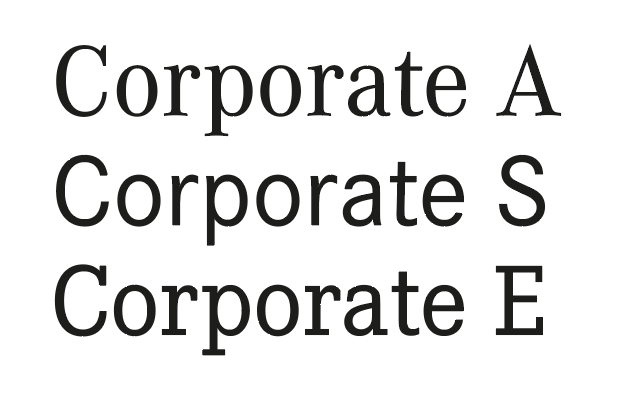
Die Schriftsippe Corporate A-S-E in den Schriftschnitten Regular von Kurt Weidemann, 1985–1989

Schriftsippe (auch Schrift-Sippe) bezeichnet in der Typografie zusammengehörige Schriftfamilien aus unterschiedlichen Klassifizierungen für Schriftarten. Als Beispiel sei die Corporate A-S-E von Kurt Weidemann genannt. A steht für Antiqua, S steht für Sans Serif (Serifenlos, Grotesk) und E steht für Egyptienne (Serifenbetonte). Eckehart Schumacher-Gebler schlug für solche zusammengehörige Schriftfamilien den Namen Schrift-Sippe vor.

## Vorläufer
Eine der ersten Schriftsippen ist die Romulus (1932) von Jan van Krimpen. Er entwirft zu seiner Romulus-Antiqua eine Romulus-Grotesk. Mitte der 1970er-Jahre entwirft Gerard Unger für den Fotosatz die Schriften Demos (Antiqua-Schrift) und Praxis (Grotesk-Schrift), die explizit zur gemeinsamen Verwendung (Schriftmischung) gedacht sind. Die leicht gerundeten Buchstabenformen und der Verzicht auf scharfe Kanten kommt der damals jungen Fotosatztechnik entgegen. Offene Formen mit großen Punzen und eine auffällige x-Höhe garantieren eine gute Lesbarkeit beider Schriften.

## Gründe für die Entwicklung
Eine Schriftmischung, die Verwendung zweier Schriften aus unterschiedlichen Schriftklassifikationen (z. B. Grotesk- und Antiqua-Schrift) zur Auszeichnung innerhalb eines typografischen Werks, kann bei stilsicheren Typografen gelingen, bei unsicheren Gestaltern aber zu unschönen Diskrepanzen führen. Werden hingegen Schriften innerhalb einer Schriftsippe verwendet, stimmen Proportionen und Zeichenbreiten zwischen den Schriftfamilien und eine Auszeichnung gelingt immer. Ein weiterer Grund für die Entwicklung von Schriftsippen in den 1980er-Jahren liegt in den umfangreichen Erscheinungsbildern (Corporate Design) für Unternehmen. Für die sehr unterschiedlichen Bereiche innerhalb eines Konzerns – z. B. Produkte, Karriere, Investoren, Presse, Magazin – bietet die Schriftsippe eine typografische Differenzierung innerhalb ihrer Einheitlichkeit.

## Konzepte für die Entwicklung

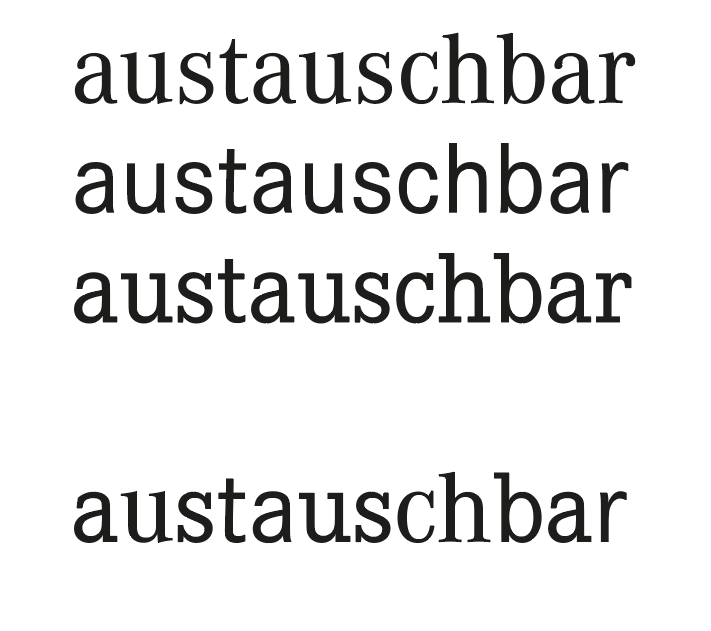
Austauschbar in Corporate A-S-E

Sauthoff/Wendt/Willberg unterscheiden zwei mögliche Konzepte für Schriftsippen:
- Selbständige Schriftfamilien, die aufeinander bezogen sind, das heißt, die Proportionen der Mittel-, Ober- und Unterlängen sind identisch und auch die Buchstabenbreite der verschiedenen Schriften korrespondieren miteinander oder sind sogar gleich. Die gleiche Buchstabenbreite ermöglicht einen Austausch einzelner Zeichen, Wörter oder Zeilen.
- Fließende Übergänge von einer Schriftfamilie zur anderen. Bei diesem Konzept werden die „Eckschriften“ (Ausgangsschrift und Endschrift) definiert, z. B. eine Antiqua und eine Grotesk. Die Zwischenschritte sind dann sogenannte „Semi-Schriften“. Ein Beispiel hierfür ist die Rotis von Otl Aicher mit ihren vier Schriftfamilien Rotis Sans Serif, Rotis Semi Sans, Rotis Semi Serif und Rotis Serif.[5]

## Bekannte Schriftsippen
- Computer Modern, von Donald E. Knuth, mit den Familien cmr (Antiqua), cmss (Grotesk) und cmtt (Schreibmaschinenschrift)
- Corporate A-S-E, von Kurt Weidemann, mit den Familien Antiqua, Sans und Egyptienne
- FF Meta, von Erik Spiekermann, mit den Familien FF Meta (Sans), FF Meta Serif und FF Meta Headline
- FF Nexus, von Martin Majoor, mit den Familien FF Nexus Sans, FF Nexus Serif, FF Nexus Mix und FF Nexus Typewriter
- FF Quadraat, von Fred Smeijers, mit den Familien FF Quadraat (Serif), FF Quadraat Sans, FF Quadraat Sans Condensed, FF Quadraat Display, FF Quadraat Headliner und FF Quadraat Monospaced.
- FF Scala, von Martin Majoor, mit den Familien FF Scala (Serif) und FF Scala Sans
- Fedra, von Peter Biľak, mit den Familien Fedra Sans, Fedra Serif A, Fedra Serif B, Fedra Mono, Fedra Serif Greek und Fedra Bitmap
- Generis, von Erik Faulhaber, mit den Familien Generis Sans, Generis Serif, Generis Simple und Generis Slab
- ITC Humana, von Timothy Donaldso, mit den Familien ITC Humana Sans, ITC Humana Serif und ITC Humana Script
- ITC Officina, von Erik Spiekermann und Just van Rossum, mit den Familien ITC Officina Sans, ITC Officina Serif und ITC Officina Display
- Liberation, von Steve Matteson  mit den Familien Liberation Sans, Liberation Serif und Liberation Mono
- Linotype Authentic, von Karin Huschka, mit den Familien Linotype Authentic Sans, Linotype Authentic Serif, Linotype Authentic Small Serif und Linotype Authentic Stencil
- Linotype Compatil, von Olaf Leu, mit den Familien Compatil Text, Compatil Fact, Compatil Letter und Compatil Exquisit
- Lucida, von Charles Bigelow und Kris Holmes, mit den Familien Lucida Sans, Lucida Serif, Lucida Typewriter Sans, Lucida Typewriter Serif und Lucida Math
- Penumbra, von Lance Hidy, mit den Familien Penumbra Sans, Penumbra Serif, Penumbra Half Serif und Penumbra Flare
- Romulus, von Jan van Krimpen, mit den Familien Romulus (Serif) und Romulus Sans
- rotis, von Otl Aicher, mit den Familien rotis serif, rotis semi-serif, rotis semi-sans und rotis sans
- Sassoon, von Rosemary Sassoon und Adrian William, mit den Familien Sassoon Sans, Sassoon Book, Sassoon Primary, Sassoon Infant und Sassoon Sans Slope
- Schuss, von Jochen Schuß, mit den Familien Schuss Sans, Schuss Slab, Schuss News und Schuss Serif
- Stone, von Sumner Stone, mit den Familien Stone Serif, Stone Sans und Stone Informal
- Thesis, von Lucas de Groot, mit den Familien TheSans, TheSerif, TheMix und TheAntiqua